# Kongwé
Kongwè (ou Kongwa, Kongwé, Kongue ou Kungwe) est un village du Cameroun situé dans le département du Fako et la Région du Sud-Ouest. Kongwè fait partie de la commune de Tiko.

## Géographie
Kongwè se trouve à 3 km de la route nationale Douala-Limbé, entre les villages Mudeka en bord de route et Mongo au bord du cours d'eau, sur la baie de Mudeka.

## Population
La population de Konguè est estimée à  671 (en 1967) et  213 (en 1953).

## Activités humaines
Une école C.B.C. a été fermée en 1972.
La population autochtone, mélangée à une forte immigration de pêcheurs originaires du Nigeria vit d'agriculture et de pêche. 
Les concessions de palmeraie de la CDC bordent le village près de la Mondoni Estate.